# بوریس یکم بلغارستان
بوریس یکم (به بلغاری: Борис I / Борис-Михаил) پادشاه بلغارستان در سده نهم میلادی است.
مردم بلغارستان در زمان پادشاهی وی (سال ۸۶۴ میلادی) به دین مسیحیت ارتدکس گرویدند. همچنین پیدایش الفبای سیریلیک در سال ۸۵۵ میلادی تحول فرهنگی بلغارستان در زمان وی انجام شد.